# Armoriale dei comuni dell'Indre
Questa pagina contiene le armi (stemma e blasonatura) dei comuni dell'Indre.

## A
| Stemma | Nome del comune e blasonatura |
| ------ | --- |
|        | Aigurande D'azur semé de fleurs de lys d'or, à la cotice cousue de gueules . (d'azzurro, seminato di gigli d'oro, alla cotissa cucita di rosso) |
|        | Ardentes D'or aux trois fasces ondées de gueules . (d'oro, a tre fasce ondate di rosso) |
|        | Argenton-sur-Creuse Parti : au premier coupé : en chef d'argent à la fasce fuselée de gueules surmontée d'un lambel de six pendants de sable, en pointe d'argent à la croix de gueules, au second d'azur aux trois fleurs de lys d'or et au bâton péri en bande de gueules.. (partito: nel 1º troncato: in capo d'argento alla fascia fusata di rosso sormontata da un lambello di sei pendenti di nero, in punta d'argento, alla croce di rosso; nel 2º d'azzurro a tre gigli d'oro e al bastone scorciato in banda di rosso) |

## B
| Image | Nom de la commune et blasonnement |
| ----- | --- |
|       | Bélâbre D'azur aux trois porcs-épics d'or . (d'azzurro, a tre porcospini di rosso)                                                              |
|       | Le Blanc D'azur au cygne d'argent nageant sur des ondes du même . (d'azzurro, al cigno d'argento nuotante su onde dello stesso)                 |
|       | Bretagne D'hermine au chef de gueules chargé de trois coquilles d'argent . (d'armellino, al capo di rosso caricato di tre conchiglie d'argento) |
|       | Buzançais De gueules aux trois trèfles d'argent . (di rosso, a tre trifogli d'argento)                                                          |

## C
| Image | Nom de la commune et blasonnement |
| ----- | --- |
|       | Chaillac Coupé: au premier parti au I d'azur à l'arbre d'argent et au II fascé ondé d'argent et d'azur, au second de sable à l'ensemble de pierres de quartz en faisceau d'argent . (troncato: nel 1º partito: I) d'azzurro, all'albero d'argento e II) fasciato ondato d'argento e d'azzurro; nel 2º di nero, al gruppo di cristalli di quarzo posti in ventaglio) |
|       | Châteauroux D'azur au château flanqué de deux tours d'argent, maçonné, ajouré et ouvert de sable, éssoré de gueules et girouétté d'or .(d'azzurro, al castello fiancheggiato da due torri d'argento, murato, finestrato e aperto di nero, coperto di rosso e banderuolato d'oro)                                                                                    |
|       | Châtillon-sur-Indre De sinople aux trois tours d'argent, au chef cousu d'azur chargé de trois fleurs de lys d'or. (di verde, a tre torri d'argento; al capo cucito d'azzurro, caricato di tre gigli d'oro) |
|       | La Châtre De sinople aux trois pavillons (tentes) d'argent . (di verde, a tre padiglioni (tende) d'argento) |
|       | Cluis D'hermine aux deux bars adossés de gueules . (d'armellino, a due barbi addossati di rosso) |

## D
| Image | Nom de la commune et blasonnement |
| ----- | --------------------------------- |

## E
| Image | Nom de la commune et blasonnement                                                                                         |
| ----- | --- |
|       | Écueillé D'or à trois chabots de gueules. (d'oro, a tre botte di rosso)                                                   |
|       | Éguzon-Chantôme D'or au lion de sable armé et lampassé de gueules. (d'oro, al leone di nero armato e lampassato di rosso) |

## F
| Image | Nom de la commune et blasonnement |
| ----- | --------------------------------- |

## I
| Image | Nom de la commune et blasonnement |
| ----- | --- |
|       | Issoudun D'azur au pairle d'or, accompagné de trois fleurs de lys du même. (d'azzurro, alla pergola d'oro, accompagnata da tre gigli dello stesso) |

## L
| Image | Nom de la commune et blasonnement |
| ----- | --- |
|       | Luçay-le-Mâle D'or aux trois tours soudées d'argent, au chef d'azur chargé de trois fleurs de lys du champ . (d'oro, a tre torri saldate d'argento; al capo d'azzurro caricato di tre gigli del campo) |

## M
| Image | Nom de la commune et blasonnement                                                  |
| ----- | ---------------------------------------------------------------------------------- |
|       | Mézières-en-Brenne Taillé de gueules et d'argent . (tagliato di rosso e d'azzurro) |

## S
| Image | Nom de la commune et blasonnement |
| ----- | --- |
|       | Saint-Benoît-du-Sault D'azur aux trois gerbes de blé d'or, liées de gueules. (d'azzurro, a tre covoni di grano d'oro, legati di rosso)                                   |
|       | Saint-Christophe-en-Bazelle D'azur au chevron d'oro, accompagné de trois croissants d'argent. (d'azzurro, allo scaglione d'oro, accompagnato da tre crescenti d'argento) |

## T
| Image | Nom de la commune et blasonnement |
| ----- | --- |
|       | Tournon-Saint-Martin Ecartelé : au premier et au quatrième contre-écartelé d'argent et d'azur, au deuxième et au troisième d'argent fretté de sable . (inquartato: nel 1º e 4º controinquartato d'argento e d'azzurro; nel 2º e 3º d'argento, cancellato di nero) |

## V
| Image | Nom de la commune et blasonnement |
| ----- | --- |
|       | Valençay D'argent aux trois tours d'azur, maçonnées de sable, rangées en fasce et posées sur une terrasse de sinople. (d'argento, a tre torri d'azzurro, murte di nero, ordinate in fascia e posate su una terrazza di verde) |
|       | Vatan Échiqueté d'or et de gueules. (scaccato d'oro e di rosso) |